# Втрати 28-ї окремої механізованої бригади
У статті наведено подробиці втрат 28-ї окремої механізованої бригади Збройних сил України.

## Поіменний список

### 2014
- 16 липня 2014 року, колона з трьох БМП 28-ї ОМБр заїхала в село Маринівка Шахтарського району і натрапила на російських терористів, в одну з бойових машин влучив снаряд з танка. Тоді загинули старший лейтенант Василь Новак, молодший сержант Андрій Майданюк, солдати Костянтин Ковальчук й Віталій Шум.
- 22 липня, під час виконання бойового завдання біля села Кожевня Шахтарського району, загинув старший солдат Олександр Котюжинський.
- 18 липня під час мінометного обстрілу бойовиками блокпосту в районі с. Тарани, Шахтарський район, Донецька область, загинув солдат Бєгіу Денис Олександрович. Внаслідок цього обстрілу, від отриманих поранень, наступного дня помер старший солдат Сирота Олександр.
- 13 серпня 2014 року, поблизу села Білоярівка, біля мосту, танк 28-ї бригади потрапив у засідку і був обстріляний терористами з РПГ. Через пошкодження танк пішов юзом і впав у річку. Євгену Руденку не вдалося вибратись, він потонув. Затонулий танк залишився на території, що контролюється терористами, і тіло довго не могли звідти вивезти.
- 16 серпня 2014 року, під час обстрілу терористами з РСЗВ «Град» біля села Благодатне (Амвросіївський район), загинули сержанти Костянтин Костенко, Олександр Топал, молодший сержант Віктор Булавенко, солдати Олександр Друзь, Микола Прудій й Олександр Цибульський.
- 21 серпня 2014 року, під час обстрілу терористами з РСЗВ «Ураган» в районі Кутейникове — Старобешеве загинув лейтенант 28-ї бригади Сергій Ончуров. Офіцер прикрив собою солдата і врятував йому життя, сам загинув. Тоді ж загинув Ігор Хіньов.
- 24 серпня 2014 року, під час виходу тактичної групи бригади з «котла» в районі Кутейникове — Старобешеве, де військові знаходились під обстрілами терористів з РСЗВ «Град» і «Ураган», загинув капітан Андрій Безручак.
- 4 вересня 2014 року, під час виконання бойового завдання — біля смт Андріївка — загинув солдат 28-ї ОМБр Кирило Григорюк.
- 29 жовтня 2014 року, на блокпосту біля села Новомихайлівка (Мар'їнський район) російські збройні формування здійснили обстріл, міна влучила в дерево та розлетілася осколками, потрапила в окоп, Костянтин Сергієнко зазнав смертельних поранень, при цьому врятував побратима, якого закрив від осколків.
- 14 листопада 2014 року, терористи обстріляли колону поблизу аеропорту Донецька біля села Первомайське Ясинуватського району — військові виходили на ротацію та потрапили у засідку, машина згоріла. Загинули військовослужбовці бригади Руслан Біленко та Іван Ворохта.
- 8 листопада 2014 року, у бою поблизу Пісків під час рейду на окуповану територію розвідгрупа потрапила у засідку під селом Невельське та пішла на прорив, в бою загинули двоє бійців — Андрій Шаповал й Євген Атюков, ще 3 були поранені. Відхід групи прикривав Олександр Черненко.
- 19 листопада 2014 року, при обороні Маріуполя, загинув солдат Іван Негер.
- 18 грудня 2014 року, поблизу села Новомихайлівка Мар'їнського району, вночі, колона 28-ї бригади потрапила у засідку та була обстріляна, загинув солдат Олександр Грузовенко. Того ж дня біля Курахового трагічно загинув солдат Лозинський Андрій Миронович[1].

### 2015
- 8 січня 2015 року, під час мінометного обстрілу позицій під Березовим загинули лейтенант Сергій Попик та солдат Леонід Книш.
- 20 січня 2015 року, помер від захворювання молодший сержант Дмитренко Віталій Володимирович[2].
- 25 січня 2015 року, під Мар'їнкою при нападі терориста-«смертника» загинув солдат Олександр Ливадар.
- 27 січня 2015 року, під Маріуполем, смертельного поранення зазнав солдат Андрій Лепеха.
- 11 лютого 2015 року, помер від множинних осколкових поранень, яких зазнав під Мар'їнкою, старшина Руслан Гранда. 13 лютого 2015-го зазнав численних смертельних осколкових поранень поблизу села Олексіївка Великоновосільківського району солдат 28-ї бригади Олег Чихун. 28 лютого 2015-го помер від серцевого нападу під час виконання бойового завдання біля Мар'їнки солдат Факас Микола Ілліч[3].
- 11 березня 2015 року, вояки з блокпосту в селі Славне Мар'їнського району БТРом та МТЛБ вирушили на допомогу своїм побратимам, котрі встановлювали мінні загородження для оборони блокпосту й натрапили на «Урал» з російськими терористами. Під час бойового виїзду МТЛБ наїхала на протитанкову міну, внаслідок вибуху старший солдат 28-ї бригади Іван Юсипів загинув, його брат Руслан зазнав осколкового поранення та перелому ноги.
- 5 квітня 2015 року, при виконанні військових обов'язків в Антонівці Мар'їнського району загинув прапорщик 28-ї бригади Сергій Мацепула.
- 8 квітня 2015 року, від кулі снайпера під Кураїовим загинув сержант 28-ї бригади Кравченко Юрій Вікторович [4].
- 12 квітня 2015 року, загинув під час виконання бойового завдання солдат 28-ї бригади Геннадій Лиховид — підірвався на «розтяжці» поблизу села Березове Мар'їнського району.
- 25 квітня 2015 року, в автомобільній пригоді загинув солдат Максимів Василь Львович[5].
- 12 травня 2015 року, від зупинки серця під час несення служби помер в Кураховому прапорщик Бондаренко Микола Миколайович[6].
- 31 травня 2015 року, ДРГ просочилася крізь українські позиції та влаштувала засідку на дорозі біля села Славне, по якій рухалися «Жигулі» з волонтерами та «Урал» з вояками. Пострілом з підствольного гранатомета вантажівка була знерухомлена, після чого терористи почали розстрілювати пасажирів. Віктор Волкодав зазнав 3-х кульових поранень, опісля був добитий ножем в серце. Тоді ж загинув майор Дмитро Васильєв, старший солдат Роман Капацій потрапив до полону.
- 3 червня 2015 року, близько 4-ї години ранку російсько-терористичні збройні формування здійснюють спробу штурму Мар'їнки, атака розпочалася з масованого обстрілу позицій ЗСУ із застосуванням САУ, артилерії та РСЗВ. Після артпідготовки на штурм пішли 2 тактичні групи піхоти за підтримки танків. ЗСУ задіяли артилерію, наступ було відбито, терористи зазнали втрат і відступили. У бою загинули 3 військових 28-ї бригади — старший солдат Олександр Галущинський, молодший сержант Василь Писаренко та старший сержант Василь Пихтєєв; 26 бійців зазнали поранень.
- 2 липня 2015 року, з полону терористів було звільнено вояка Романа Капація[7] (після тортур, у стані коми, помер у Центральному військовому шпиталі 11 грудня 2015[8]).
- 8 червня 2015 року, поблизу міста Красногорівка військовий автомобіль наїхав на протитанкову міну та вибухнув — ГАЗ-53 перевозив набої на позиції українських військ. Тоді загинули сержант Олексій Герега, старший солдат Сергій Бедрій, солдати Олексій Бобкін, Олег Дорошенко, Сергій Керницький, Олександр Мостіпан, Максим Чорнокнижний.
- 13 червня 2015 року, під Мар'їнкою загинув солдат Іван Кучмій.
- 25 червня 2015 року, на блокпосту «Лікарня» під Мар'їнкою загинув солдат Хомань Антон Іванович[9].
- 2 липня з полону терористів було звільнено вояка Романа Капація[7] (після тортур, у стані коми, помер у Центральному військовому шпиталі 11 грудня 2015[8]).
- 20 липня 2015 під час мінометного обстрілу терористами поблизу міста Красногорівка загинув старший солдат Володимир Томілін.
- 1 серпня 2015 під час обстрілу терористами ВОП 2862 (четвертий пост) поблизу Мар'їнки загинув солдат Петро Кривоус. Смертельних поранень у тому бою зазнав Олексій Александров.
- 17 серпня року загинув від кулі снайпера під час бою на блокпосту поблизу Мар'їнки солдат Андрій Ладік.
- 26 жовтня 2015 під час навчань на полігоні «Широкий Лан» загинув солдат Полюхович Микола Григорович[10].
- 26 листопада 2015 року помер від серцевого нападу на блокпосту поблизу смт Городище Перевальського району молодший сержант Міхно Іван Вікторович[11].

### 2016
- 1 січня 2016 року в селі Козачий Станично-Луганського району помер солдат Риков Олександр В'ячеславович[12].
- 16 січня загинув від кулі снайпера на блокпосту поблизу селища Широкий Станично-Луганського району солдат Мукомелець Руслан Аркадійович[13].
- 22 січня поблизу села Сизе Станично-Луганського району загинув солдат Латій Микола Анатолійович[14].
- 26 січня 2016-го помер від поранень молодший сержант Віктор Гапич.

### 2017
- 11 серпня 2017 року, від гострої серцево-судинної недостатності поблизу м. Волноваха помер сержант, механік-водій гаубичного самохідно-артилерійського дивізіону Артамкін Василь Леонідович[15].
- 9 вересня 2017 року, поблизу Красногорівки загинув солдат Максим Кривиденко[16].
- 18 вересня 2017 року, під час виконання військових обов'язків в зоні АТО, у Волноваському районі загинув старший лейтенант Коваль Максим Анатолійович[17].
За даними штабу АТО, за добу в результаті бойових дій троє українських військових отримали поранення[18].
- 1 жовтня 2017 року, під час проведення інженерних робіт у «сірій зоні» перед взводно-опорним пунктом, внаслідок підриву на протипіхотній міні ОЗМ-72 поблизу с. Богданівка (Волноваський район), від осколкового поранення у скроню, загинув молодший сержант, командир інженерно-саперного відділення інженерно-саперної роти групи інженерного забезпечення 1-го МБ Клемешев Сергій Сергійович[19].
- 6 жовтня 2017 року, в результаті необережного поводження зі зброєю, в кімнаті зберігання зброї, внаслідок вибуху ручної гранати загинув на місці військовослужбовець бригади Сивашов Владислав Вікторович[20].
- 23 жовтня 2017 року, під час несення служби на спостережному посту поблизу с. Богданівка (Волноваський район) та проведення розвідки місцевості на предмет запобігання підходу ДРГ противника, підірвався на невідомому мінно-вибуховому пристрої ворога та загинув старший солдат, стрілець-зенітник механізованого батальйону Колесник Юрій Олександрович[21].

### 2022
- 29 березня; сержант Перевознюк Роман Олександрович

### 2023
- 10 січня; солдат Воронін Віталій Олегович
- 13 липня; капітан Айзенберг Борис Борисович

| Прізвище, ім'я, по батькові        | Військове звання                                                                                            | Дата загибелі      | Опис |
| ---------------------------------- | --- | ------------------ | --- |
| Кісляченко Євген Олегович          | солдат | 13 жовтня 2014     | Загинув від поранень, яких зазнав на полігоні Широкий Лан.                                                                            |
| Русаков Павло Павлович             | старшина | 4 листопада 2014   | Загинув на блокпосту біля села Велика Василівка Амвросіївського району.                                                               |
| Пихтєєв Василь Юрійович            | старший сержант                                                                                             | 3 червня 2015      | |
| Бордак Олександр Григорович        | солдат | 5 серпня 2015      | бої за Мар'їнку |
| Шпильов Станіслав Валерійович      | молодший сержант                                                                                            | 26 серпня 2015     | бої за Мар'їнку |
| Решетняк Віталій Іванович          | солдат | 6 вересня 2015     | помер від поранень |
| Лопушой Віталій Гаврилович         | молодший сержант                                                                                            | 26 серпня 2015     | бої за Мар'їнку |
| Холодняк Віталій Миколайович       | солдат | 22 грудня 2015     | загинув на блокпосту від кулі снайпера                                                                                                |
| Али, мов Руслан Миколайович        | солдат | 1 січня 2016       | Гарасимівка, Станично-Луганський район                                                                                                |
| Поліщук Юрій Іванович              | молодший сержант                                                                                            | 1 січня 2016       | Гарасимівка, Станично-Луганський район                                                                                                |
| Ялинчук Богдан Михайлович          | | 18 лютого 2016     | загинув під час несення служби |
| Тарасюк Михайло Михайлович         | | 28 січня 2016      | Широке Станично-Луганського району |
| Борисов Артур Володимирович        | молодший сержант                                                                                            | 22 лютого 2016     | Розквіт Станично-Луганського району                                                                                                   |
| Тішкін Олег Васильович             | солдат | 4 березня 2016     | помер на бойовій позиції від серцевого нападу                                                                                         |
| Дудка Микола Валентинович          | солдат | 10 березня 2016    | помер від поранень |
| Фомін Сергій Валентинович          | солдат | 11 березня 2016    | помер внаслідок зупинки серця під час несення військової служби                                                                       |
| Осипчук Василь Петрович            | старший лейтенант                                                                                           | 24 березня 2016    | загинув від вогнепального поранення в груди поблизу села Верхній Мінченок Станично-Луганського району                                 |
| Чужба Дмитро Миколайович           | солдат | 8 квітня 2016      | помер, повертаючись в частину з відпустки                                                                                             |
| Чуприна Валерій Олександрович      | сержант | 17 квітня 2016     | загинув в Станиці Луганській |
| Коваленко Ігор Іванович            | молодший сержант                                                                                            | 13 травня 2016     | загинув під час розвідки поблизу села Тепле Станично-Луганського району                                                               |
| Бабій Руслан Григорович            | солдат | 12 червня 2016     | Трагічно загинув в районі селища Розквіт (Станично-Луганський район)                                                                  |
| Хайсук Владислав Михайлович        | солдат | 22 травня 2016     | Трагічно загинув поблизу села Червоний Жовтень, Станично-Луганський район                                                             |
| Єпіфанович Олександр Володимирович | сержант | 9 вересня 2016     | Трагічно загинув в районі села Сизе, Станично-Луганський район                                                                        |
| Андросович Олександр Григорович    | солдат | 12 вересня 2016    | Загинув поблизу сіл Нижньотепле та Артема (Станично-Луганський район) у перестрілці                                                   |
| Сметанін Юрій Сергійович           | капітан | 12 вересня 2016    | Загинув поблизу сіл Нижньотепле та Артема (Станично-Луганський район) у перестрілці                                                   |
| Бондар Денис Володимирович         | старший солдат                                                                                              | 4 жовтня 2016      | Загинув внаслідок нещасного випадку в районі смт. Новоайдар                                                                           |
| Настояща Кіра Ігорівна             | молодший сержант                                                                                            | 19 квітня 2017     | |
| Чистяков Олексій Петрович          | солдат | 3 червня 2017      | |
| Ланецький Олександр Олександрович  | старший солдат                                                                                              | 22 червня 2017     | Помер під час несення служби |
| Попов Олександр Анатолійович       | старшина | 26 червня 2017     | Помер внаслідок вибуху гранати на взводному опорному пункті                                                                           |
| Швець Володимир Сергійович         | солдат | 4 серпня 2017      | Загинув, підірвавшись на гранаті |
| Артамкін Василь Леонідович         | сержант | 11 серпня 2017     | Помер під час несення служби у Волноваському районі                                                                                   |
| Коваль Максим Анатолійович         | старший лейтенант                                                                                           | 18 вересня 2017    | Загинув під час несення служби в районі с. Гранітне (Волноваський район)                                                              |
| Клемешев Сергій Сергійович         | молодший сержант                                                                                            | 1 жовтня 2017      | загинув під час проведення інженерних робіт у «сірій зоні» перед взводно-опорним пунктом поблизу села Богданівка (Волноваський район) |
| Сівашов Владислав Вікторович       | солдат | 6 жовтня 2017      | Загинув під час несення служби в районі с. Гранітне (Волноваський район)                                                              |
| Колесник Юрій Олександрович        | | 23 жовтня 2017     | Богданівка, Волноваський район |
| Чегурко Олександр Петрович         | старший сержант                                                                                             | 3 січня 2018       | Волноваха |
| Кандалюк Віктор Вікторович         | старший солдат                                                                                              | 8 серпня 2018      | Бої за Мар'їнку |
| Цепух Сергій Михайлович            | старший сержант                                                                                             | 9 серпня 2018      | Бої за Мар'їнку |
| Яровий Михайло Михайлович          | солдат | 13 серпня 2018     | Бої за Мар'їнку |
| Нечитайло Василь Володимирович     | сержант | 23 серпня 2018     | Бої за Мар'їнку |
| Білік Павло Пентелейович           | солдат | 16 жовтня 2018     | Бої за Мар'їнку |
| Гаврилюк Ярослав Степанович        | сержант | 28 жовтня 2018     | Мар'їнка |
| Гаркуша Сергій Вікторович          | старший солдат                                                                                              | 24 листопада 2018  | Бої за Мар'їнку |
| Тарновецький Ігор Іванович         | старший лейтенант                                                                                           | 26 грудня 2018     | серцевий напад |
| Бичков Сергій Михайлович           | майор | 6 березня 2019     | серцевий напад |
| Сапіга Володимир Петрович          | | 17 березня 2019    | [ 49 ] |
| Сторожук Андрій Юрійович           | Старший солдат                                                                                              | 24 вересня 2019    | [ 50 ] |
| Дейкун Іван Вікторович             | старший солдат                                                                                              | 6 жовтня 2019      | [ 51 ] |
| Носкевич Віталій Михайлович        | сержант | 22 жовтня 2019     | Красногорівка |
| Продьма Ілля Іванович              | старший солдат                                                                                              | 29 жовтня 2019     | Надеждинка Покровського району |
| Лісіцин Василь Анатолійович        | старший солдат                                                                                              | 17 грудня 2019     | [ 54 ] |
| Довженко Микола Валерійович        | старший солдат                                                                                              | 10 січня 2020      | 9 січня близько 23:00 в районі Красногорівки зазнав важкого поранення, за кілька годин помер у лікарні.                               |
| Шинкарук Андрій Володимирович      | лейтенант                                                                                                   | 20 квітня 2020     | м. Мар'їнка, під час виконання бойового завдання                                                                                      |
| Лімборський Віталій Миколайович    | молодший сержант                                                                                            | 26 травня 2020     | м. Мар'їнка, під час ворожого обстрілу                                                                                                |
| Поліщук Назарій Іванович           | старший солдат                                                                                              | 6 лютого 2021 року | с. Новомихайлівка поблизу м. Мар'їнка, в результаті підриву на невідомому вибуховому пристрої                                         |
| Подвезенний Олексій Геннадійович   | солдат | 6 лютого 2021      | с. Новомихайлівка поблизу м. Мар'їнка, в результаті підриву на невідомому вибуховому пристрої                                         |
| Лященко Владислав Павлович         | солдат | 11 лютого 2021     | с. Новомихайлівка |
| Мазур Артем Львович                | старший солдат                                                                                              | 16 серпня 2021     | с. Новомихайлівка |
| Гуляєв Віталій Анатолійович        | Полковник, командир 28 ОМБр.                                                                                | 23 липня 2022      | Загинув на околиці м. Миколаєва в результаті ракетного обстрілу командного пункту.                                                    |
| Бондарев Віталій Іванович          | Підполковник                                                                                                | 23 липня 2022      | Загинув на околиці м. Миколаєва в результаті ракетного обстрілу командного пункту.                                                    |
| Дейнеко Олександр Григорович       | Підполковник                                                                                                | 23 липня 2022      | Загинув на околиці м. Миколаєва в результаті ракетного обстрілу командного пункту.                                                    |
| Сергієнко Валентин Іванович        | Підполковник                                                                                                | 23 липня 2022      | Загинув на околиці м. Миколаєва в результаті ракетного обстрілу командного пункту.                                                    |
| Дмитро Куроєдов                    | | 14 квітня 2023     | помер в шпиталі м. Дніпро |
| Сергій Буц                         | водій автомобільного відділення взводу забезпечення командних пунктів батальйону матеріального забезпечення | 29 березня 2024    | біля населеного пункту Костянтинівка Донецької області                                                                                |
| Сергій Стрипа                      | штаб-сержант                                                                                                | 27 січня 2024      | на Бахмутському напрямку |
| Сущенко Валентин Володимирович     | головний сержант, командир гранатометного взводу                                                            | 13 лютого 2024     | [ 64 ] |
| Споран Андрій Степанович           | солдат | 15 лютого 2024     | поблизу населеного пункту Курдюмівка, Бахмутського району Донецької області                                                           |
| Зулкарнєєв Владислав Сергійович    | | 26 серпня 2024     | Загинув під час виконання бойового завдання на Донеччині.                                                                             |
| Данищук Володимир Володимирович    | Солдат, стрілець-санітар механізованого взводу                                                              | 16 липня 2023      | Загинув поблизу н.п.Курдюмівка Бахмутського району Донецької області.                                                                 |

### 2024
- 1 вересня; молодший сержант Талпа Іван Анатолійович
- 15 вересня 2024 року помер від ран, отриманих 19 серпня 2024 року поблизу селища Озарянівка Бахмутського району на Донеччині Віталій Гузь - командир зенітно-ракетного відділення зенітно-ракетного взводу механізованого батальйону[69].

## Матеріали
- Втрати 28-ї бригади [Архівовано 6 грудня 2015 у Wayback Machine.] // Книга Пам'яті